# Eduard Wagner (General)

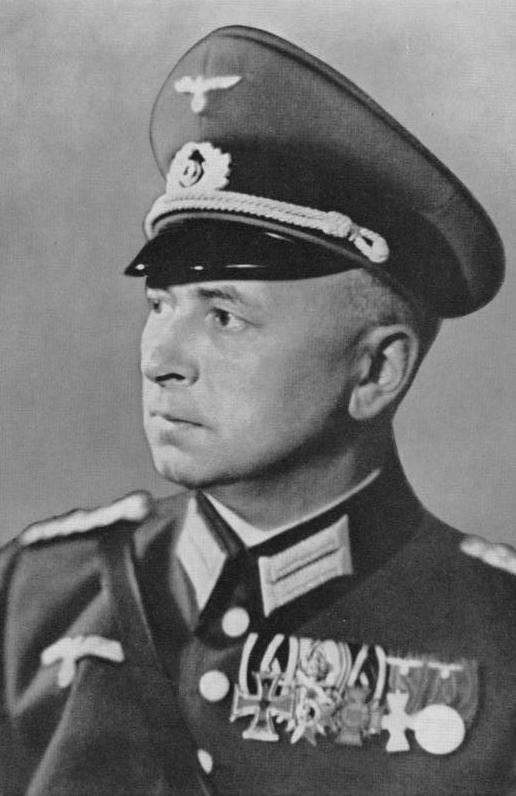
Eduard Wagner, 1939

Eduard Wagner (* 1. April 1894 in Kirchenlamitz; † 23. Juli 1944 in Zossen) war ein deutscher General und im Zweiten Weltkrieg ab dem 1. Oktober 1940 Generalquartiermeister im Oberkommando des Heeres, zuletzt im Rang eines Generals der Artillerie. Wagner war Mitglied des Widerstandes vom 20. Juli 1944.

## Leben
Er wurde als Sohn des gleichnamigen Amtsgerichtsrats Eduard Wagner geboren. Nach seinem Abitur auf dem Gymnasium Lohr trat Eduard Wagner im Herbst 1912 als Fahnenjunker in das 12. Feldartillerie-Regiment der Bayerischen Armee ein. Mit der Mobilmachung anlässlich des Ersten Weltkriegs wurde er am 2. August 1914 zum Leutnant befördert. Während des Krieges stieg er Mitte April 1917 zum Oberleutnant auf und wurde für sein Wirken mit beiden Klassen des Eisernen Kreuzes sowie dem Militärverdienstorden IV. Klasse mit Schwertern und Krone ausgezeichnet.
Nach Kriegsende kam Wagner im Frühjahr 1919 zur Schützen-Brigade 21, die unter Epp an der Niederschlagung der Münchner Räterepublik beteiligt war. Er wurde in die Reichswehr übernommen, stieg am 1. November 1924 zum Hauptmann im 7. (Bayerisches) Artillerie-Regiment auf und avancierte bis Frühjahr 1932 zum Major. Nach der Machtergreifung der Nationalsozialisten und der Überführung in die Wehrmacht wurde Wagner am 1. April 1935 Oberstleutnant und am 1. Oktober 1936 zum Abteilungschef im Generalstab der Heeres ernannt. Am 1. Oktober 1937 wurde er zum Oberst befördert. Ende des Frühjahrs 1939 übernahm er den Posten des Kommandeurs des Artillerie-Regiment 10 in Regensburg. Bei der Mobilmachung im Sommer 1939 gab er sein Kommando auf und wurde in den Generalstab des Heeres versetzt, wo er ab 1. August 1940 mit seiner Beförderung zum Generalmajor Generalquartiermeister war. In dieser Funktion verhandelte er mit Reinhard Heydrich über die Kompetenz der „Einsatzgruppen des Chefs der Sicherheitspolizei und des SD“, den Einsatz der SS-Truppen in Polen und die Zuständigkeitsabgrenzung zwischen SS-Kräften und dem Heer für den Ostfeldzug.
Wagner erstellte 1941 zusammen mit dem Musikfunktionär Ernst-Lothar von Knorr eine Liste verschiedener Musikschaffender, die von Adolf Hitler unterschrieben wurde und eine uk-Stellung von 360 Musikern bedeutete. (Siehe weiterhin bei Gottbegnadeten-Liste der Kulturpolitik in der Endphase des Dritten Reichs.)
Am 1. April 1942 wurde er Generalleutnant und am 1. August 1943 General der Artillerie.

### Attentat vom 20. Juli 1944
Einerseits ist Wagner eindeutig der Gruppe der Militäropposition innerhalb der deutschen Wehrmacht zuzurechnen und unterstützte die Vorbereitungen zum Attentat vom 20. Juli 1944. So stellte er für Claus Schenk Graf von Stauffenberg ein Flugzeug vom Typ Heinkel He 111 bereit, das ihn, seinen Adjutanten Oberleutnant Werner von Haeften und Generalmajor Hellmuth Stieff am 20. Juli 1944 von Berlin zum Führerhauptquartier Wolfsschanze in Ostpreußen und dann (ohne Stieff) wieder zurück nach Berlin brachte. Nach dem gescheiterten Umsturzversuch beging Wagner am Mittag des 23. Juli 1944 Suizid, um der drohenden Verhaftung durch die Gestapo zuvorzukommen.
In der ersten Lagebesprechung nach dem Attentatsversuch kam die Rede auf Wagner: „Der Führer griff noch eine Meldung auf, in der eine der in der Normandie kämpfenden Armeen über Munitionsmangel klagte. Er stellte fest, daß die Armeen unterschiedlich versorgt waren, und fragte, wer für die Munitionsverteilung verantwortlich sei. Wilhelm Keitel antwortete nach einer Pause: ‚Der Generalquartiermeister.‘ Daraufhin fuhr Hitler wie von der Tarantel gestochen auf: ‚Aha, Wagner! Das Schwein, der Landesverräter! Er hat gut daran getan, sich zu erschießen. Ich hätte ihn sonst aufgehängt!‘“

### Kriegsverbrechen
Andererseits war Wagner tief in die deutschen Massenverbrechen im Deutsch-Sowjetischen Krieg verwickelt. Insbesondere zur Planung und Durchführung der Aushungerungspolitik gegen sowjetische Zivilisten und gefangene Rotarmisten hat er wesentlich beigetragen. Als Generalquartiermeister des Heeres wurde er von Generalmajor Hans von Greiffenberg auf die Notwendigkeit einer einigermaßen zureichenden Ernährung der sowjetischen Kriegsgefangenen angesprochen; er antwortete lapidar am 13. November 1941, dies sei aufgrund der allgemeinen Ernährungslage nicht möglich, und stellte fest: „Nicht arbeitende Kriegsgefangene in den Gefangenenlagern haben zu verhungern.“ In Bezug auf die Blockade von Leningrad schrieb er am 9. September 1941 an seine Frau: „Zunächst muß man ja Petersburg schmoren lassen, was sollen wir mit einer 3 1/2 Mill. Stadt, die sich nur auf unser Verpflegungsportemonnaie legt. Sentimentalitäten gibt’s dabei nicht.“ Sowohl für die Militärverwaltung in den besetzten Ostgebieten als auch für die Versorgung der Truppen war Wagner zuständig. Auch fungierte er als Vertreter des Heeres bei den Verhandlungen mit der SS über den Einsatz der Einsatzgruppen der Sicherheitspolizei und des SD in der besetzten Sowjetunion.
Wagner wurde auch über zukünftig geplante Kriegsverbrechen genau informiert. Ende Februar 1943 nahm der Ministerialdirigent im Ostministerium Otto Bräutigam im Führerhauptquartier Einsicht in ein Gesprächsprotokoll, das Wagner persönlich über eine Unterredung mit Heinrich Himmler angefertigt hatte. Himmler äußerte in dieser Unterredung, dass er vorhabe, nach dem Ende des Krieges 80 % der französischen Bevölkerung durch Kommandos des SD ermorden zu lassen und ähnlich in England verfahren zu wollen. Hitler hatte zuvor die Unterklassen Englands als rassisch minderwertig bezeichnet.